# Chantal Daucourt
Chantal Daucourt (* 23. Juni 1966 in Biel) ist eine ehemalige Schweizer Radrennfahrerin, die im Cross Country aktiv war. 

## Werdegang
Daucurt gilt als eine der Mountainbike-Fahrerinnen der ersten Stunde. Bereits 1991 gewann sie die inoffiziellen Europameisterschaften im Cross Country. Bei den ersten offiziellen Mountainbike-Europameisterschaften 1992 belegte sie den dritten Platz, ein Jahr später wurde sie erstmals Europameisterin. Es folgten die Bronzemedaille bei den Mountainbike-Weltmeisterschaften im Jahr 1995 und der zweite Titel als Europameisterin im Jahr 2017. Im Jahr 2000 qualifizierte sich Daucurt für die Olympischen Sommerspiele in Sydney und belegte im Cross-Country-Rennen den 11. Platz. 
Im UCI-Mountainbike-Weltcup gewann sie 1992 zwei Rennen und sechs Jahre später noch einmal ein Rennen im Cross-Country, die beste Platzierung in der Weltcup-Gesamtwertung erzielte sie jeweils 1992 und 1997 mit Platz 3. 
1997 und 1998 wurde sie Schweizer Meisterin im Cross-Country, 2000 zum Ende ihrer Karriere auch im Cyclocross.
Daucourt ist ausgebildete Fachkraft für Kardiologie und Sportmedizin. Heute lebt sie in Mollie Margot bei Savigny und arbeitet als Trainerin für den Schweizer Alpen-Club.

## Erfolge
1992
- Europameisterschaften – Cross-Country XCO
- zwei Weltcup-Erfolge – Cross-Country XCO

1993
- Europameisterin – Cross-Country XCO

1995
- Weltmeisterschaften – Cross-Country XCO

1997
- Europameisterin – Cross-Country XCO
- Schweizer Meisterin – Cross-Country XCO

1998
- Schweizer Meisterin – Cross-Country XCO
- ein Weltcup-Erfolg – Cross-Country XCO

2000
- Schweizer Meisterin – Cyclocross